# Mihály Székely
Pour les articles homonymes, voir Szekely.
Mihály Székely, né à Jászberény (Hongrie) le 8 mai 1901, mort à Budapest le 22 mars 1963, était un chanteur d'opéra hongrois (basse), célèbre pour ses rôles mozartiens. 
Attaché à la scène de l'Opéra de Budapest où il devait se produire pendant quarante ans, il fit une carrière internationale.

## Biographie
Il débuta en 1920 à l'opéra de Budapest dans le rôle de Ferrando (il trovatore) de Verdi. Il interpréta Hunding (die Walküre) au Metropolitan Opera en 1947. Ses rôles les plus célèbres  sont le roi Filippo II (Don Carlos), Fiesco (Simon Boccanegra), Osmin (Die Entführung aus dem Serail), Sarastro (die Zauberflöte), Leporello (Don Giovanni), le roi Marke (Tristan und Isolde), Pogner (Die Meistersinger von Nürnberg), Boris Godounov, Basilio (Il Barbiere di Siviglia), le Prince Grémine (Eugène Onéguine), Baron Ochs von Lerchenau (Der Rosenkavalier) et Barbe-Bleue (Le Château de Barbe-Bleue) de Bartók, qu'il enregistra deux fois au disque en studio. Il s'est produit plusieurs fois au Festival de Glyndebourne, principalement dans des opéras de Mozart.